# Esteban Gutiérrez
|  | Per a altres significats, vegeu «Esteban Gutiérrez Fernández». |

Esteban Gutiérrez (5 d'agost de 1991, Monterrey, Mèxic) és un pilot de curses automobilístiques. L'any 2013 debutà en el mundial de Fórmula 1 amb l'escuderia Sauber F1 Team, equip amb el que també va disputar la temporada següent. A continuació va esdevenir pilot de proves de Ferrari i la temporada 2016 fou pilot titular de Haas.
Des de llavors, ha sigut pilot de Fórmula E i d'IndyCar Series, a més de ser pilot reserva de Mercedes a Fórmula 1.